# Bury (Gran Manchester)
Bury és un poble mercat a l'àrea metropolitana de Manchester, al comtat de Gran Manchester, al nord d'Anglaterra, a la vora del riu Irwell, amb una població de 60.718 habitants, i metropolitana de 183.200 habitants.

## Economia
L'activitat industrial està especialitzada en el sector de la confecció, de les fàbriques de tint i d'articles com el paper i els metalls. Està ben comunicada mitjançant carreteres, ferrocarrils i canals amb les ciutats industrials més importants de la regió nord-occidental.
La seva llarga tradició com centre manufacturer de teixits de llana es remunta al segle xiv, quan els immigrants d'origen flamenc van introduir aquesta activitat en la ciutat. En els primers anys del segle xviii l'activitat dominant era la fabricació de teles de cotó, activitat que es va mantenir fins a la dècada de 1950.